# Bayerische Gts 2×3/3
Als Bayrische Gts 2×3/3 wurde eine schmalspurige Heeresfeldbahnlok eingeordnet, die auf der Schmalspurstrecke Eichstätt–Kinding im Einsatz war.

## Staatsbahnlokomotive
Die Lokomotive wurde 1917 von Henschel & Sohn in Kassel unter der Fabriknummer 15160 für die Deutschen Heeresfeldbahnen gebaut. Nach dem Ende des Ersten Weltkrieges wurde die Maschine 1920 an die Bayerische Staatsbahn verkauft. Sie wurde als Gattung Gts 2×3/3 eingereiht und bekam die Nummer 996. Eingesetzt wurde die Lok auf der Schmalspurstrecke Eichstätt–Kinding. Bei der Inbetriebnahme auf der bayrischen Schmalspurstrecke kam es gelegentlich zu Entgleisungen der Lokomotive, die erst durch Verbesserungen am Oberbau beseitigt werden konnten. Nach der Übernahme durch die Deutsche Reichsbahn wurde sie als Baureihe 9920 geführt und erhielt die Nummer 99 201.
Die Lokomotive konnte die in sie gestellten Erwartungen erfüllen und war bevorzugt im Rollbockverkehr eingesetzt. Nach der Umspurung ihrer Stammstrecke Eichstätt–Kinding auf Normalspur im Jahr 1934 wurde die Lokomotive abgestellt und später verschrottet.

## Konstruktive Merkmale
Um die zulässige Achslast nicht zu überschreiten, wurden die Lok mit sechs Achsen, von denen je drei in einem Triebwerk zusammengefasst waren, ausgestattet. Dennoch ergab sich eine Achslast von 9 t. Die Verbundtriebwerke waren vom Typ Mallet. Angetrieben wurde jeweils die dritte Achse in jedem Triebgestell. Die äußeren Achsen waren fest gelagert, die mittlere Achse hatte jeweils 15 mm Seitenspiel in jede Richtung. Die Loks hatten Heusingersteuerung mit Kuhnscher Schleife. Das beweglich gelagerte vordere Triebgestell hatte in Höhe des ersten Radsatzes ±360 mm Seitenspiel. Über gelenkig angeordnete, teleskopartig ausgeführte Rohrverbindungen gelangte der Dampf von den feststehenden Hochdruck-Zylindern zu den beweglichen Niederdruck-Zylindern und von diesen als Abdampf zu dem Schornstein. Alle Zylinder hatten Kolbenschieber. Der Kessel hatte einen Schmidtschen Überhitzer. Die Rahmen der Triebgestelle waren als Barrenrahmen ausgeführt.
Die Abstützung des Kessels auf dem vorderen Drehgestell erfolgte zwischen der 2. und der 3. Achse. Der Vorwärmer war hinter dem Schornstein auf den Kesselscheitel angeordnet und lag längs zur Achse. Rechts und links des Vorwärmers lagen die vorderen Sandkästen; die ebenfalls geteilten hinteren Sandkästen lagen seitlich der Ramsbotton-Sicherheitsventile.
Das Oberteil des Führerhauses war für Transportzwecke abnehmbar. Der Kohlebehälter saß hinter dem Führerhaus und die langen, nach vorne verjüngten und abgeschrägten Wasserkästen seitlich des Kessels.
Das Fahrzeug konnte 1,5 Tonnen Kohle und 4,5 Kubikmeter Wasser aufnehmen.

## Hintergrundinformationen zur Bauserie

### Heeresfeldbahnlokomotiven
Die 99 201 war eine von insgesamt 20 Maschinen, die Henschel an die Heeresfeldbahnen ab 1917 mit der Bezeichnung HK 11 ... HK 30 lieferte. Die Lokomotiven trugen bei Henschel die Fabriknummern 15150 – 15169. Einige der Maschinen wurden im Krieg zerstört, andere verblieben im Ausland, beispielsweise in Frankreich. Einige Maschinen dieser Bauserie wurden auf der Hedschasbahn von Damaskus nach Medina eingesetzt. Eine Lok kam als 14II zu den Ruhr-Lippe-Kleinbahnen. Sie wurde 1917 für die Heeresfeldbahn gebaut, 1930 wurde sie auch nach Frankreich abgegeben.

### Nachbauten

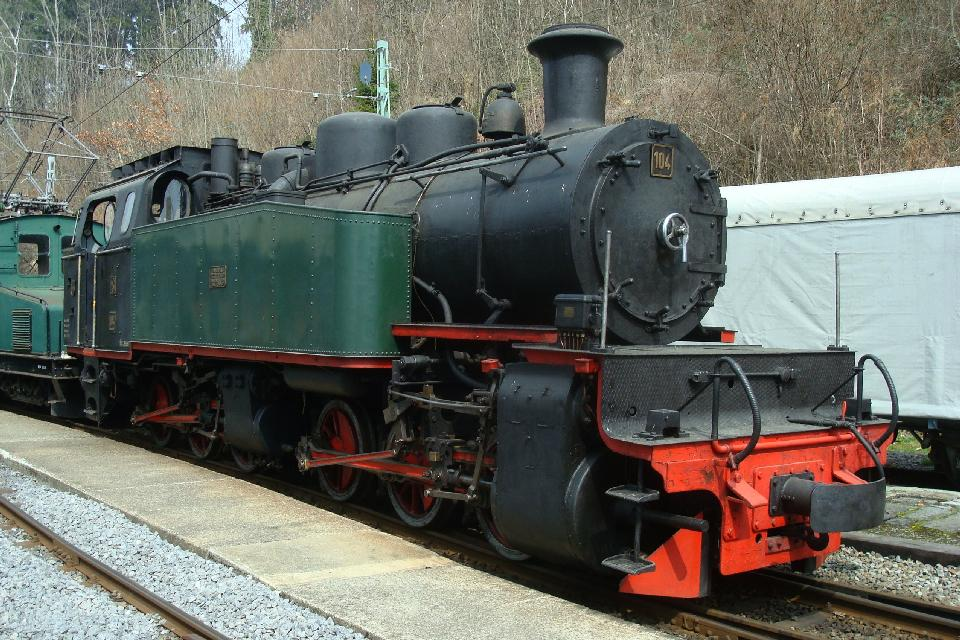
Die SEG Nr. 104

Nach dem Ersten Weltkrieg fertigte Hanomag zwei Nachbauten dieser Bauserie:
- 1925 entstand mit einigen Veränderungen die Lokomotive 104 für die Bahnstrecke Zell im Wiesental–Todtnau der Süddeutschen Eisenbahn-Gesellschaft. Diese Maschine wurde 1967 an die Schweizer Museumsbahn Blonay–Chamby verkauft.
- 1928 wurde die Maschine Nr. 12s an die Albtalbahn geliefert. 1934 ging diese Lokomotive an die Brohltalbahn (dort Nr. II). Dort wurde sie 1957 verschrottet.

Anders als die ursprüngliche Heeresfeldbahn-Ausführung wurden die Nachbauten als Nassdampfmaschinen ausgeführt.

### Erhaltene Exemplare
Der Hanomag-Nachbau ist bei der Schweizer Museumsbahn Blonay–Chamby am Genfersee erhalten. Die Lokomotive ist seit mehreren Jahrzehnten nicht mehr betriebsbereit, wird aber von Museumsangehörigen seit 2018 aufgearbeitet.
Die Mallet-Lokomotiven 413 und 414 der Chemin de Fer du Vivarais gehören nicht zu dieser Bauserie. Die beiden Loks wurden in den 1930er Jahren im Elsass gebaut.